# Mike Champion
Mike O. Champion (nacido el 5 de abril de 1964 en Everett, Washington) es un exjugador de baloncesto estadounidense que disputó una temporada en la NBA. Con 2,08 metros de estatura, lo hacía en la posición de alero.

## Trayectoria deportiva

### Universidad
Jugó durante cuatro temporadas con los Bulldogs de la Universidad de Gonzaga, en las que promedió 3,9 puntos y 2,7 rebotes por partido.

### Profesional
Tras no ser elegido en el Draft de la NBA de 1987, tuvo que esperar hasta ya avanzada la temporada 1988-89 para fichar por los Seattle Supersonics. Disputó dos partidos, dos minutos en total, sin conseguir anotar.

## Estadísticas de su carrera en la NBA

### Temporada regular
| Temporada | Edad | Equipo              | Liga | Pos. | P | TIT | MIN | TC  | TCA | %TC  | 3P  | 3PA | %3P  | 2P  | 2PA | %2P  | TL  | TLA | %TL | R.OF. | R.DEF. | REB | ASIS | ROB | TAP | PER | FP  | PTS |
| 1988-89   | 24   | Seattle Supersonics | NBA  | SF   | 2 | 0   | 2.0 | 0.0 | 1.5 | .000 | 0.0 | 0.5 | .000 | 0.0 | 1.0 | .000 | 0.0 | 0.0 |     | 0.0   | 0.0    | 0.0 | 0.0  | 0.0 | 0.0 | 0.5 | 1.0 | 0.0 |
| Total     |      |                     | NBA  |      | 2 | 0   | 2.0 | 0.0 | 1.5 | .000 | 0.0 | 0.5 | .000 | 0.0 | 1.0 | .000 | 0.0 | 0.0 |     | 0.0   | 0.0    | 0.0 | 0.0  | 0.0 | 0.0 | 0.5 | 1.0 | 0.0 |